# Leichardtia
Leichardtia là chi thực vật có hoa trong họ Apocynaceae.